# 栖东县
栖东县，又称栖东行署区（县级），中国旧县名，在今山东省烟台市栖霞市和福山区境内。
山东抗日根据地设。1941年由栖霞县东部析置。以位县东得名。先治康家村（今栖霞市东南），1945年迁治马连冢（今福山区西臧家庄镇马陵冢村）。1949年，属北海专区。1950年，属莱阳专区。1953年撤销，仍并入栖霞县。